# Rhithrodytes numidicus
Rhithrodytes numidicus là một loài bọ cánh cứng trong họ Bọ nước. Loài này được Bedel miêu tả khoa học năm 1889.